# Physalis macvaughii
Physalis macvaughii är en potatisväxtart som beskrevs av Umaldy Theodore Waterfall. Physalis macvaughii ingår i släktet lyktörter, och familjen potatisväxter. Inga underarter finns listade i Catalogue of Life.